# 呂懷
呂懷（1492年—1573年），字汝德，號巾石，江西廣信府永豐縣人，民籍。

## 生平
五月二十九日生，行六十八，治《書經》，为湛若水门徒。由國子生中式江西鄉試第一百五名舉人，年四十一歲中式嘉靖十一年壬辰科会试第一百五十五名，第二甲第四十一名進士。觀刑部政，选翰林院庶吉士，十三年十二月授兵科給事中，十五年三月升工科右，丁母忧归。十八年二月改任左春坊左司直兼翰林院检讨，二十四年八月升南京国子监司業，二十五年十一月改任右春坊右中允、掌南京翰林院事，二十九年六月升南京通政司右參議，三十一年十月升南京太僕寺少卿，三十三年六月致仕。

## 家族
曾祖呂昂；祖呂茂輝；父呂賢；母祝氏。慈侍下，妻毛氏，兄吕夔（知府）；吕愷；呂瑚（同科進士），弟悰；㦢；慱；懌；愉；慎；性；恜，子德宗；德充（字君復，生員）；德容；德齊。